# Degendorf
Degendorf ist ein Stadtteil der oberfränkischen Stadt Lichtenfels im Landkreis Lichtenfels.

## Geografie
Das Dorf liegt etwa vier Kilometer nordöstlich von Lichtenfels rund 140 Meter oberhalb vom Maintal auf einer Hochebene am Fuß des Krappenberges.

## Geschichte
Die erste Erwähnung erfolgte 1180 bei einem beurkundeten Tausch zu „Thechendorf“ zwischen dem Bamberger Bischof Otto und dem Kloster Langheim. 1215 übertrug Bischof Ekbert Einkünfte zu „Tekendorf“ tauschweise an das Kloster. 1742 wurde der Ort von Uetzing nach Lichtenfels umgepfarrt.
Im Jahr 1801 lag „Teckendorf“ im Territorium des Hochstifts Bamberg, dessen Amt in Lichtenfels die hohe Zent und die Steuern gehörten. Die Dorf-, Gemeinde-, Lehen- und Vogteiherrschaft besaß nebst Zehnten das Kloster Langheim. Es sieben mit Stadeln versehene Häuser. Die Schreibweise lautete ab 1833 bis Anfang des 20. Jahrhunderts „Deggendorf“.
Nach dem Gemeindeedikt bildete Degendorf ab 1818 zusammen mit dem etwa zwei Kilometer entfernten Mistelfeld eine Gemeinde im Landgericht Lichtenfels.
1860 beantragte Degendorf den Zusammenschluss mit dem Nachbarort Krappenroth zu einer Gemeinde. Dies wurde von der Regierung abgelehnt, da beide Orte zusammen nur 20 Familien zählten. 1862 folgte die Eingliederung des Weilers in das neu geschaffene bayerische Bezirksamt Lichtenfels und die Zuordnung als Gemeindeteil nach Trieb.
1871 zählte Degendorf 60 Einwohner und 24 Gebäude. Die katholische Kirche stand 4,0 Kilometer entfernt in Lichtenfels und die katholische Schule 2,0 Kilometer entfernt in Trieb. 1900 umfasste die Landgemeinde Trieb mit ihren vier Orten eine Fläche von 563,58 Hektar, 483 Einwohner, von denen 458 katholisch waren, und 94 Wohngebäude. 69 Personen lebten in Degendorf in 11 Wohngebäuden. 1925 hatte der Weiler 58 Einwohner und 11 Wohngebäude. 1950 hatte das Dorf 72 Einwohner und 11 Wohngebäude und gehörte zum Sprengel der katholischen Kuratie in Trieb und der evangelisch-lutherischen Pfarrei in Michelau in Oberfranken. 1970 zählte der Ort 46 Einwohner und 1987 42 Einwohner sowie 13 Wohngebäude mit 14 Wohnungen.
Am 1. Januar 1978 wurde Degendorf in die Stadt Lichtenfels eingegliedert.

## Sehenswürdigkeiten

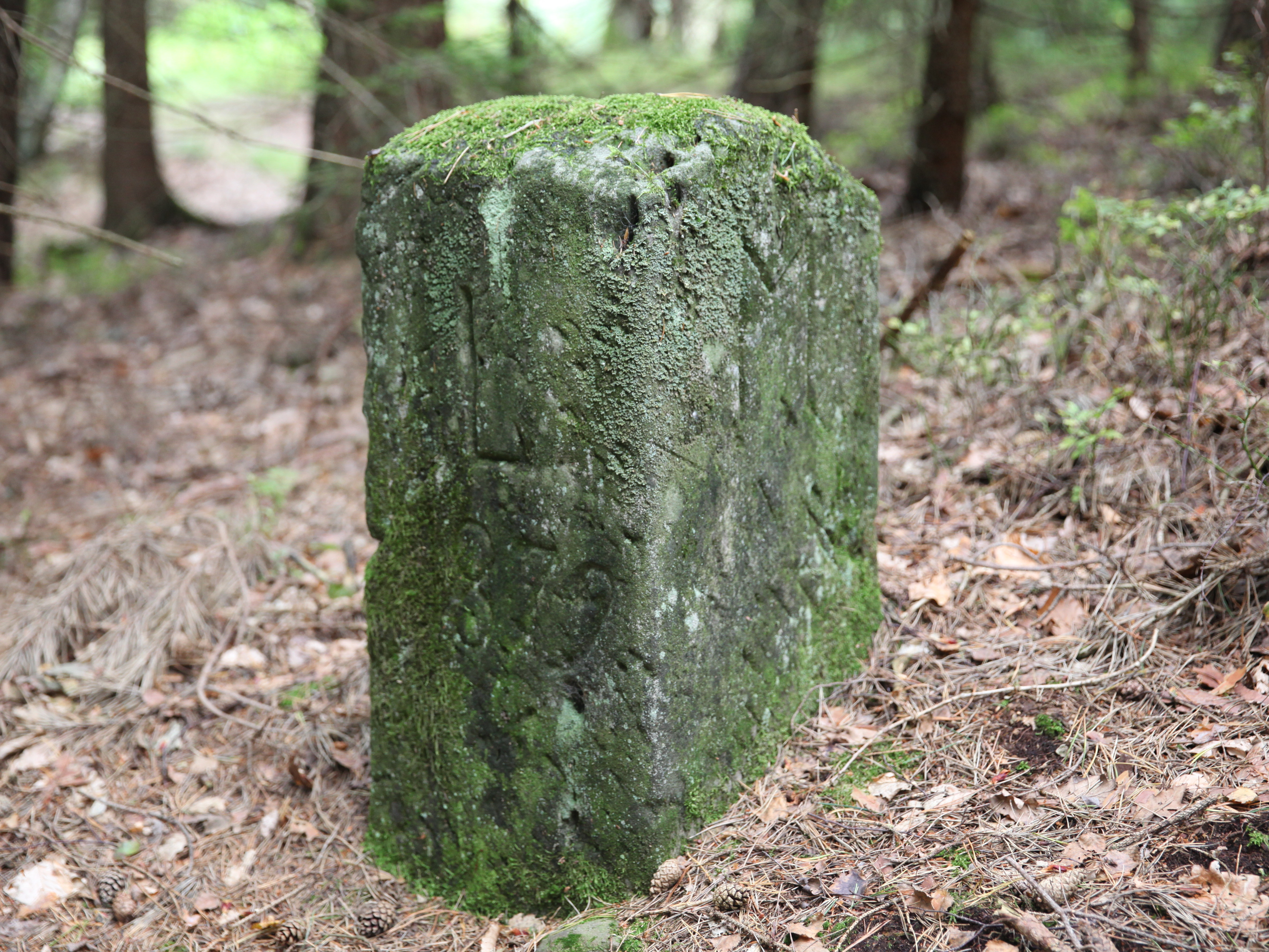
Grenzstein am Waldweg nach Lichtenfels

In der Bayerischen Denkmalliste sind für Degendorf vier Baudenkmäler aufgeführt.